# ФК АСЕК Мимозас
ФК АСЕК Мимозас (фр. ASEC Mimosas) је фудбалски клуб из Абиџана, Обала Слоноваче. Клуб је основан 1948, а освојио је 24 титуле првака Обале Слоноваче, 17 трофеја купа и 14 суперкупа. Једном је освојио Афричку Лигу шампиона, 1998. године.

## Успеси

### Национални
- Прва лига Обале Слоноваче: 26

1963, 1970, 1972, 1973, 1974, 1975, 1980, 1990, 1991, 1992, 1993, 1994, 1995, 1997, 1998, 2000, 2001, 2002, 2003, 2004, 2005, 2006, 2009, 2010, 2017, 2018.
- Куп Обале Слоноваче: 20

1962, 1967, 1968, 1969, 1970, 1972, 1973, 1983, 1990, 1995, 1997, 1999, 2003, 2005, 2007, 2008, 2011, 2013, 2014, 2018
- Куп Феликс Уфуе-Боањи: 14

1975, 1980, 1983, 1990, 1994, 1995, 1997, 1998, 1999, 2004, 2006, 2007, 2008, 2009.

### Међународни
- КАФ Лига шампиона: 1

1998.
- КАФ суперкуп: 1

1999.

## Познати бивши играчи
- Коло Туре
- Јаја Туре
- Ибрахим Туре
- Емануел Ебуе
- Дидиер Закора
- Саломон Калу